# Chenopodium atrovirens
Chenopodium atrovirens es un especie de planta herbácea perteneciente a la familia Amaranthaceae. 

## Descripción
Es una planta herbácea que tiene tallos erectos a ascendentes, por lo general muy ramificados, alcanzando un tamaño de 0.7-6.5 dm de altura. Hojas no aromáticas; pecíolo 0.5-1.5 cm, por lo general marcadamente ascendente curvo; hojas ovaladas, en general oblongas, oblonga- oval, triangular o de vez en cuando, de  1-3 × 0.4-2.2 cm, 1.5-3 veces más largas que anchas, base gruesa, redondeada a cuneada, los márgenes enteros. Inflorescencias en glomérulos terminales y axilares en espigas paniculadas de 2-8 × 1-1.5 cm. Los frutos son aquenios o utrículos ovoides; con pericarpio adherente o no adherente. Semillas 0.9-1.3 mm de diámetro, los márgenes agudos. testa negra. Tiene un número de cromosomas de 2 n = 18.

## Distribución y hábitat
Se encuentra en secos arenales y otros sitios perturbados, a una altitud de 100-3400 metros en Arizona, California, Colorado, Idaho, Montana, Nevada, Nuevo México, Oregón, Utah, Wyoming... .

## Taxonomía
Chenopodium atrovirens fue descrita por  Per Axel Rydberg y publicado en Memoirs of the New York Botanical Garden 1: 131. 1900.
Etimología
Chenopodium: nombre genérico que deriva de la particular forma de las hojas similares a las patas de ganso: del griego "chen" = (ganso) y "pous" = (pie) o "podion" = (pie pequeño).
atrovirens: epíteto latino que significa "verde oscuro".
Sinonimia
- Chenopodium aridum A.Nelson
- Chenopodium fremontii var. atrovirens (Rydb.) Fosberg
- Chenopodium incognitum Wahl
- Chenopodium Wolfii Rydb.[4]